# IFK Uppsala (bandy)
IFK Uppsala bandy är bandysektionen inom IFK Uppsala från Uppsala i Uppsala län. Föreningen bildades 1895 och har blivit svenska mästare vid tolv tillfällen och silvermedaljörer vid två tillfällen. Föreningen vann det första svenska mästerskapet (1907) och vann elva av de 14 första SM-turneringarna, varav sex i följd (1915-1920). I SM-finalerna 1918 och 1921 ställdes IFK mot lokalrivalen Sirius – IFK vann 1918, Sirius 1921 – och Uppsala är därigenom den enda staden jämte Stockholm som någon gång svarat för båda finallagen. Klubben hade flest SM-guld i sporten fram till säsongen 1988/1989 då Västerås SK blev mästare för trettonde gången och gick om i antalet vunna svenska mästerskap.
Elva av titlarna vann man under perioden 1907-1920, då SM spelades i cupform, och det tolfte efter seriespel 1933, då IF Göta besegrades i finalen med 11-1, bandyhistoriens största finalseger. Föreningen har sammanlagt spelat 13 säsonger i högsta serien, senast 1945/1946. Bandysektionen lades ned 1990 men nystartades inför säsongen 2006/2007. Herrlaget spelar säsongen 2024/2025 i division 2.
IFK har flera Stora grabbar i bandy, bland annat Sune Almkvist, Sven "Sleven" Säfwenberg, Louis Woodzack, Seth Howander, Adrian Brohlin och Einar Ask.

## SM-finaler
| År   | Svenska mästare             | Finalmotståndare            | Finalresultat                | Spelplats                                     | Publik       |
| ---- | --------------------------- | --------------------------- | ---------------------------- | --------------------------------------------- | ------------ |
| 1934 | Slottsbrons IF              | IFK Uppsala                 | 1-1 (0-0) 6-0 (2-0) omspel   | Stockholms stadion Sandbäckstjärnet, Karlstad | 10 748 8 660 |
| 1933 | IFK Uppsala                 | IF Göta                     | 11-1 (4-0)                   | Stockholms stadion                            | 9 307        |
| 1921 | IK Sirius                   | IFK Uppsala                 | 2-2 (1-0) 5-2 (3-1) omspel   | Studenternas IP Uppsala Stockholms stadion    | 3 000 3 478  |
| 1920 | IFK Uppsala                 | IF Linnéa                   | 3-2 (2-1)                    | Stockholms stadion                            | 2 211        |
| 1919 | IFK Uppsala                 | IK Göta                     | 8-2 (2-2)                    | Stockholms stadion                            | 3 750        |
| 1918 | IFK Uppsala                 | IK Sirius                   | 2-2 (0-1) 4-1 (2-1), omspel  | Stockholms stadion Studenternas IP, Uppsala   | 5 500 2 500  |
| 1917 | IFK Uppsala                 | AIK                         | 11-2 (2-1)                   | Stockholms stadion                            | 2 500        |
| 1916 | IFK Uppsala                 | Djurgårdens IF              | 3-2 (1-1)                    | Stockholms stadion                            | 2 500        |
| 1915 | IFK Uppsala                 | AIK                         | 2-0 (1-0)                    | Brunnsviken, Stockholm                        | 1 379        |
| 1913 | IFK Uppsala                 | AIK                         | 2-1 (1-0)                    | Stockholms stadion                            | 2 000        |
| 1912 | IFK Uppsala, Djurgårdens IF | IFK Uppsala, Djurgårdens IF | 1-1 (1-0) (Delat mästerskap) | Råstasjön, Råsunda                            | 100          |
| 1911 | IFK Uppsala                 | Djurgårdens IF              | 6-0 (1-0)                    | Studenternas IP, Uppsala                      |              |
| 1910 | IFK Uppsala                 | IFK Stockholm               | 2-0 (0-0)                    | Albano, Uppsala                               |              |
| 1907 | IFK Uppsala                 | IFK Gävle                   | 4-1 (2-0)                    | Boulognerskogen, Gävle                        |              |

## Serieplaceringar

### 1931-1949
| Säsong | Serie                                   | Placering           | Anmärkning                                              |
| ------ | --------------------------------------- | ------------------- | ------------------------------------------------------- |
| 1931   | Div. 1 Södra                            | 8 (8 lag)           | nedflyttade                                             |
| 1932   | Div. 2 nordöstra                        | 1 (6 lag)           | uppflyttade                                             |
| 1933   | Div. 1 norra B                          | 1 (4 lag)           | SM-final: IFK Uppsala - IK Göta 11-1                    |
| 1934   | Div. 1 norra                            | 1 (8 lag)           | SM-final: Slottsbrons IF - IFK Uppsala 1-1 6-0 (omspel) |
| 1935   | Div. 1 norra                            | 3 (8 lag)           |                                                         |
| 1936   | Div. 1 norra                            | 3 (8 lag)           |                                                         |
| 1937   | Div. 1 norra A Nedflyttningsserie norra | 3 (4 lag) 3 (6 lag) |                                                         |
| 1938   | Div. 1 norra                            | 6 (6 lag)           |                                                         |
| 1939   | Div. 1 norra                            | 6 (6 lag)           |                                                         |
| 1940   | Div. 1 B                                | 3 (6 lag)           |                                                         |
| 1941   | Div. 1 D                                | 3 (6 lag)           |                                                         |
| 1942   | Div. 1 D                                | 6 (6 lag)           | nedflyttade                                             |
| 1943   | Div. 2 Uppland                          | 1 (6 lag)           | uppflyttade                                             |
| 1944   | Div. 1 södra                            | 8 (8 lag)           | nedflyttade                                             |
| 1945   | Div. 2 Uppland                          | 1 (6 lag)           | uppflyttade                                             |
| 1946   | Div. 1 södra                            | 8 (8 lag)           | nedflyttade                                             |
| 1947   | Div. 2 Uppland                          | 3 (6 lag)           |                                                         |
| 1948   | Div. 2 Uppland                          | 2 (6 lag)           |                                                         |
| 1949   | Div. 2 Uppland                          | 2 (6 lag)           |                                                         |

### 1950-1969
| Säsong | Serie                 | Placering  | Anmärkning  |
| ------ | --------------------- | ---------- | ----------- |
| 1950   | Div. 2 Uppland        | 3 (6 lag)  |             |
| 1951   | Div. 2 Uppland        | 3 (6 lag)  |             |
| 1952   | Div. 2 Centralserien  | 5 (8 lag)  |             |
| 1953   | Div. 2 Centralserien  | 7 (8 lag)  | nedflyttade |
| 1954   | Div. 3 Uppland        | 4 (6 lag)  |             |
| 1955   | Div. 3 Uppland        | 6 (8 lag)  |             |
| 1956   | Div. 3 Uppland        | 8 (8 lag)  | nedflyttade |
| 1957   | Div. 4 Centralserien  | 1 (6 lag)  |             |
| 1958   | Div. 4 Centralserien  | 4 (6 lag)  |             |
| 1959   | Div. 4 västra         | 1 (7 lag)  | uppflyttade |
| 1960   | Div. 3 Uppland        | 6 (10 lag) |             |
| 1961   | Div. 3 Uppland        | 9 (9 lag)  |             |
| 1962   | Div. 3 Uppland        | 6 (10 lag) |             |
| 1963   | Div. 3 Uppland        | 3 (10 lag) |             |
| 1964   | Div. 3 Uppland        | 1 (10 lag) | uppflyttade |
| 1965   | Div. 2 Uppland        | 2 (6 lag)  |             |
| 1966   | Div. 2 Uppland        | 3 (8 lag)  |             |
| 1967   | Div. 2 östra Svealand | 5 (8 lag)  |             |
| 1968   | Div. 2 östra Svealand | 7 (8 lag)  | nedflyttade |
| 1969   | Div. 4 södra          | 4 (8 lag)  |             |

### 1970-1990
| Säsong | Serie                 | Placering     | Anmärkning  |
| ------ | --------------------- | ------------- | ----------- |
| 1970   | Div. 4 södra          | 8 (8 lag)     |             |
| 1971   | Deltog ej i seriespel |               |             |
| 1972   | Div. 5 centrala       | 1 (6 lag)     | uppflyttade |
| 1973   | Div. 4 norra          | 1 (6 lag)     | uppflyttade |
| 1974   | Div. 3 Uppland        | 10 (10 lag)   | nedflyttade |
| 1975   | Div. 4 norra          | 5 (6 lag)     |             |
| 1976   | Div. 4 norra          | 4 (6 lag)     |             |
| 1977   | Div. 4 östra          | 3 (6 lag)     |             |
| 1978   | Div. 4 norra          | 1 (6 lag)     |             |
| 1979   | Div. 4 norra          | 2 (7 lag)     |             |
| 1980   | Div. 4 norra          | 1 (6 lag)     |             |
| 1981   | Div. 4 centrala       | 2 (6 lag)     |             |
| 1982   | Div. 3 Uppland        | 1 (av 6 lag)  |             |
| 1983   | Div. 3 Uppland        | 3 (av 10 lag) |             |
| 1984   | Div. 3 B Uppland      | 3 (av 4 lag)  | nedflyttade |
| 1985   | Div. 4 Uppland        | 1 (av 6 lag)  |             |
| 1986   | Div. 4 Uppland        | 2 (av 9 lag)  |             |
| 1987   | Div. 4 Uppland        | 2 (av 9 lag)  |             |
| 1988   | Div. 4 Uppland        | 1 (av 6 lag)  |             |
| 1989   | Div. 4 Uppland        | 3 (av 7 lag)  |             |
| 1990   | Div. 4 Uppland        | 2 (av 5 lag)  |             |

### Sedan 2006/2007
| Säsong    | Serie                      | Placering    | Anmärkning  |
| --------- | -------------------------- | ------------ | ----------- |
| 2006/2007 | Div. 3 Uppland             | 8 (av 8 lag) |             |
| 2007/2008 | Div. 3 Uppland             | 6 (av 7 lag) |             |
| 2008/2009 | Div. 3 Uppland             | 1 (av 6 lag) | uppflyttade |
| 2009/2010 | Div. 2 Uppland             | 5 (av 7 lag) |             |
| 2010/2011 | Div. 2 Uppland             | 8 (av 8 lag) | nedflyttade |
| 2011/2012 | Div. 3 Uppland             | 1 (av 6 lag) | uppflyttade |
| 2012/2013 | Div. 2 Uppland             | 6 (av 6 lag) |             |
| 2013/2014 | Div. 2 Östra Mellansverige | 1 (av 9)     |             |
| 2014/2015 | Div. 2 Östra Mellansverige | 2 (av 7)     |             |
| 2015/2016 | Div. 2 Östra Mellansverige | 1 (av 5)     |             |
| 2016/2017 | Div. 2 Stockholms norra    | 4 (av 7)     |             |
| 2017/2018 | Div. 2 Stockholm           | 2 (av 10)    |             |
| 2018/2019 | Div. 2 Stockholm           | 1 (av 9)     |             |
| 2019/2020 | Div. 2 Stockholm           | 2 (av 10)    |             |
| 2020/2021 | Säsongen inställd          |              |             |
| 2021/2022 | Div. 3 Stockholm           | 3 (av 12)    |             |
| 2022/2023 | Div. 3 Stockholm           | 1 (av 10)    |             |
| 2023/2024 | Div. 2 Stockholm           | 2 (av 12)    |             |
|           |                            |              |             |